# Bric Quoggia
Il Bric Quoggia (o Bric Chioggia) è una montagna delle Prealpi Liguri alta 1043 m. Si trova in provincia di Savona (Liguria).

## Descrizione

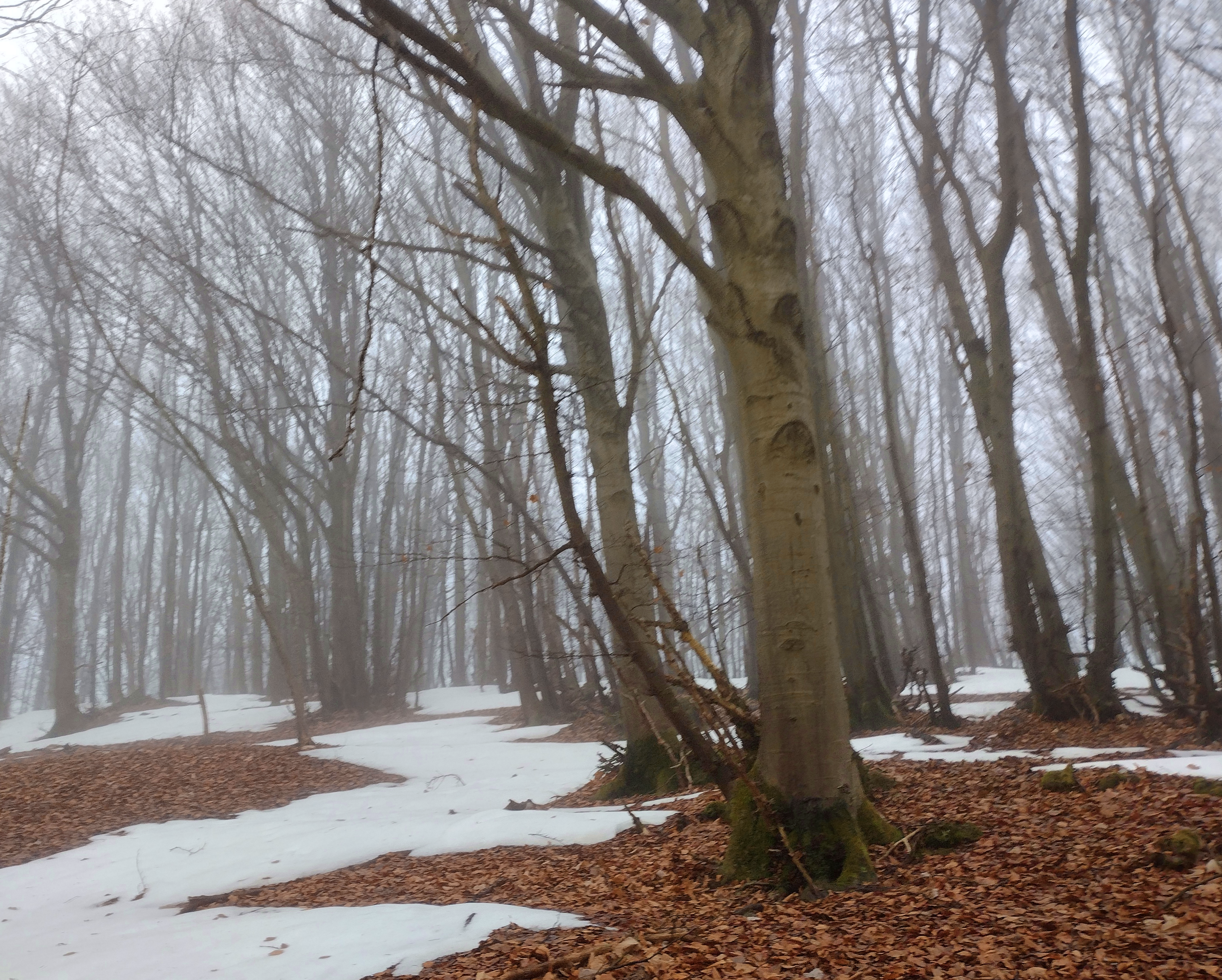
Faggeta nei pressi della cima

La montagna si trova sullo spartiacque ligure/padano; il crinale prosegue verso est con il Pian dei Corsi, e scende poi alla Colla di Cravarezza (908 m). Nella direzione opposta la catena principale procede verso il Monte Settepani con la sella della Madonna della Neve (935 m) e il Monte Alto (1048 m). La cima del Bric Quoggia si trova sul punto di convergenza tra i comuni di Bormida, Calice Ligure e Rialto. Dal monte nascono la Bormida di Mallare, che scende verso la Pianura Padana, e il torrente Pora, tributario invece del Mar Ligure. La prominenza topografica del Bric Chioggia è di 106 metri.
Nella classificazione SOIUSA la montagna, insieme con il Monte Alto, dà il nome alla Costiera Bric Quoggia-Monte Alto, il sottogruppo alpino più orientale della Prealpi Liguri e il primo che si incontra venendo dall'Appennino Ligure.
Non molto lontano dalla cima è stato costruito un piccolo parco eolico composto da due aerogeneratori di una potenza complessiva di 3,5 megawatt e denominato Bric Chioggia.

## Accesso alla cima
Si può arrivare a piedi alla cima con una breve digressione nel bosco, senza percorso obbligato, partendo dalla strada che collega il Colle del Melogno con il Pian dei Corsi.

### Punti di appoggio
Nei pressi del Bric Quoggia, in comune di Rialto, si trova il Rifugio Pian dei Corsi. Di proprietà della Regione Liguria, dispone di circa trenta posti letto divisi in quattro camere. La struttura è annessa al vivaio forestale omonimo ed è accessibile su prenotazione.